# سنگاپور اسلینگ
سنگاپور اسلینگ یک کوکتل بر پایه جین از سنگاپور است. این نوشیدنی در سال ۱۹۱۵ توسط نگیام تانگ بون ، یک متصدی بار در هتل رافلز ساخته شد.  در سنگاپور ابتدا به آن جین اسلینگ می گفتند.

## تاریخچه پیدایش
کوکتل سنگاپور اسلینگ، بر خلاف بسیاری از کوکتل های دیگر که به نام یک شهر یا کشور نامگذاری شده اند، در واقع از سنگاپور، یک ایالت-شهر در جنوب شرقی آسیا می آید.
این شهر برای مدت طولانی به عنوان یک گذرگاه برای ارتش ایالات متحده در طول جنگ در ویتنام بود.

"اسلینگ" در گویش محلی به معنای "فرمانده" است.  بارمن‌ها و پیشخدمت‌های مؤسسات سنگاپور، افسران آمریکایی را صدا می‌زدند که از بارها بازدید می‌کردند و منتظر کشتی یا هواپیمای خود بودند.
دستور تهیه کوکتل با یک متصدی متبحر یکی از این مؤسسات برای یک افسر جوان یانکی که می خواست دوست دخترش را با چیزی غافلگیر کند ساخته شد.

دلیل محبوبیت کوکتل ساده است، این نوشیدنی مانند هیچ یک از کوکتل های موجود در آن زمان نبود و طعم سبک و قدرت کم آن تقریباً به همه اجازه نوشیدن آن را می داد.
امروزه نیز سنگاپور اسلینگ یکی از ویژگی‌های بارز سنگاپور است و آژانس‌های مسافرتی آن را در فهرست چیزهایی که در سفر به این کشور باید امتحان کنید قرار میدهند.
بار واقع در هتل رافلز (جایی که این کوکتل برای اولین بار ساخته شد) هر روز ۸۰۰ تا ۱۲۰۰ سنگاپور اسلینگ می فروشد.  ۷۰ درصد از کل درآمد هتل از فروش این کوکتل است که بیشتر از ۱۵ میلیون دلار در سال میشود. 